# تويب
تويب (بالإنجليزية: Twip، اختصار مشتق من الجملة الإنجليزية "Twentieth of an Inch Point" وتعني "نقطة العشرين من البوصة")، هو قياس مطبعي، يعرف بأنه1⁄20 نقطة مطبعية. تويل واحد يعادل 1⁄1440بوصة أو 17.64ميكرومتر.

## في الحوسبة
تويب عبارة عن وحدات مستقلة عن الشاشة، تستخدم للتأكد من أن نسبة عناصر الشاشة هي نفسها في جميع أنظمة العرض. تُعرَف تويب على أنها 1⁄1440 من البوصة (حوالي 17.6388888889) ميكرومتر).
البكسل عبارة عن وحدة تعتمد على الشاشة، وترمز إلى "عنصر الصورة". يمثل البكسل نقطة أصغر قياس رسومي على الشاشة. تعتبر تويب وحدة القياس الافتراضية في فيجوال بيسك (الإصدار 6 والإصدارات الأقدم، قبل VB.NET). يمكن التحويل بين التويب وبكسلات الشاشة باستخدام خصائص TwipsPerPixelX، وTwipsPerPixelY  أو طريقتي ScaleX، وScaleY.
يمكن استخدام تويب مع الصور النقطية لنظام التشغيل سيمبيان، للتحجيم التلقائي من وحدات بكسل الصورة النقطية إلى وحدات بكسل الجهاز. تُستخدم أيضًا في تنسيق النص الغني، من مايكروسوفت للتبادل المستقل عن النظام الأساسي، وهي وحدة الطول الأساسية في أوبن أوفيس.أورج، وفرعها ليبر أوفيس .
يحدد فلاش داخليًا معظم الأحجام في الوحدات التي يطلق عليها "تويب"، ولكنها في الحقيقة 1⁄20 من البكسل المنطقي، وهو 3⁄4 من التويب الفعلي.

## أنظر أيضا
- هيمتري